# Otmanoba
Otmanoba è un comune dell'Azerbaigian situato nel distretto di Zərdab. Conta una popolazione di 753 abitanti.